# Ronde van Lombardije 1975
De Ronde van Lombardije 1975 was de 69e editie van deze eendaagse Italiaanse wielerwedstrijd, en werd verreden op zaterdag 11 oktober 1975. Het parcours leidde van Milaan naar Como en ging over een afstand van 253 kilometer. 
De Italiaan Francesco Moser won de sprint van een groepje van drie man. De eindzege in de Super Prestige Pernod ging naar de Belg Eddy Merckx.

## Uitslag
| Ronde van Lombardije 1975 |                          |                                |          |
| Plaats                    | Naam                     | Ploeg                          | Tijd     |
| Winnaar                   | Francesco Moser          | Brooklyn                       | 7u24'00" |
| 2                         | Enrico Paolini           | Scic                           | z.t.     |
| 3                         | Alfredo Chinetti         | Furzi-FT                       | z.t.     |
| 4                         | Roger De Vlaeminck       | Brooklyn                       | + 1' 17" |
| 5                         | Freddy Maertens          | Carpenter-Comfortluxe-Flandria | z.t.     |
| 6                         | Eddy Merckx              | Molteni-Campagnolo             | z.t.     |
| 7                         | Gianbattista Baronchelli | Scic                           | z.t.     |
| 8                         | Wladimiro Panizza        | Brooklyn                       | + 5' 55" |
| 9                         | Tony Houbrechts          | Bianchi-Campagnolo             | + 8' 55" |
| 10                        | Jos Jacobs               | IJsboerke-Colnago              | + 9' 34" |

1905 · 1906 · 1907 · 1908 · 1909 · 1910 · 1911 · 1912 · 1913 · 1914 · 1915 · 1916 · 1917 · 1918 · 1919 · 1920 · 1921 · 1922 · 1923 · 1924 · 1925 · 1926 · 1927 · 1928 · 1929 · 1930 · 1931 · 1932 · 1933 · 1934 · 1935 · 1936 · 1937 · 1938 · 1939 · 1940 · 1941 · 1942 · 1943 · 1944 · 1945 · 1946 · 1947 · 1948 · 1949 · 1950 · 1951 · 1952 · 1953 · 1954 · 1955 · 1956 · 1957 · 1958 · 1959 · 1960 · 1961 · 1962 · 1963 · 1964 · 1965 · 1966 · 1967 · 1968 · 1969 · 1970 · 1971 · 1972 · 1973 · 1974 · 1975 · 1976 · 1977 · 1978 · 1979 · 1980 · 1981 · 1982 · 1983 · 1984 · 1985 · 1986 · 1987 · 1988 · 1989 · 1990 · 1991 · 1992 · 1993 · 1994 · 1995 · 1996 · 1997 · 1998 · 1999 · 2000 · 2001 · 2002 · 2003 · 2004 · 2005 · 2006 · 2007 · 2008 · 2009 · 2010 · 2011 · 2012 · 2013 · 2014 · 2015 · 2016 · 2017 · 2018 · 2019 · 2020 · 2021 · 2022 · 2023 · 2024 · 2025